# Mallochohelea variegata
Mallochohelea variegata är en tvåvingeart som beskrevs av Wirth 1962. Mallochohelea variegata ingår i släktet Mallochohelea och familjen svidknott. Inga underarter finns listade i Catalogue of Life.